# エドガー・ルング
エドガー・チャグワ・ルング（英語: Edgar Chagwa Lungu, 1956年11月11日 - 2025年6月5日）は、ザンビアの政治家。同国第6代大統領（在任: 2015年1月25日 - 2021年8月24日）。
マイケル・サタ大統領のもとで法相や国防相を務めた。2014年10月にサタが死去すると、サタの政党であった愛国戦線の翌年の大統領再選挙の候補者に選ばれた。その選挙では対立候補のハカインデ・ヒチレマに辛勝し、2015年1月25日に就任した。

## 経歴
ンドラ出身。1981年に法学士の学位を得てザンビア大学を卒業後、首都ルサカの法律事務所「アンドレ・マシエ・アンド・カンパニー」に就職。その後兵役に就き、カブウェで軍事教練を受けた。兵役後は法曹界に復帰し、それから政界入りした。
当初、ルングはアンダーソン・マゾカが指導する国家開発統一党に入党したが、のちにマイケル・サタが結成した愛国戦線に転向した。
2011年の総選挙で愛国戦線が勝利した後、ルングは副大統領府の閣外相になった。その後、2012年7月9日に内務相に昇進。2013年12月24日には辞任したジョフリー・ブワリャ・ムワンバの後任として国防相に就任し、2013年から翌年にかけて大統領のサタが長期の病気療養に入ると、大統領代行として働いた。党務でも中央規律委員会議長などの要職を歴任し、2014年8月28日には国防相に加えて、罷免されたウィンター・カビンバの後任として愛国戦線幹事長と法相を兼務することとなった。
2014年10月19日、サタは病気治療のためザンビアを離れ、その間の国政をルングにゆだねた。10月28日にサタは死去した。大統領代行には副大統領のガイ・スコットが就任したが、ルングは大統領の再選挙でサタの後任を争う、中心的なライバルの一人とみなされた。
2014年11月3日、大統領代行のスコットはルングを愛国戦線幹事長の役職から罷免した。スコットはその後任に、チピリ選出の国会議員であるデービス・ムウィラをあてた。しかしその翌日、スコットはルングを幹事長に留任させると発表した。11月30日、ルングはカブウェで開催された党の全国大会で、愛国戦線の議長に選出された。しかし、この大会は投票が行われない異例のものとなった。大会では投票の代わりに、非公式の代表者が挙手でルングを選出した。
2015年1月20日の大統領再選挙で、ルングは最大のライバルであった国家開発統一党のハカインデ・ヒチレマを2万7757票 (1.66%) の僅差で破った。ザンビア選挙管理委員会は1月24日に、ルングの当選を宣言した。

### 大統領職

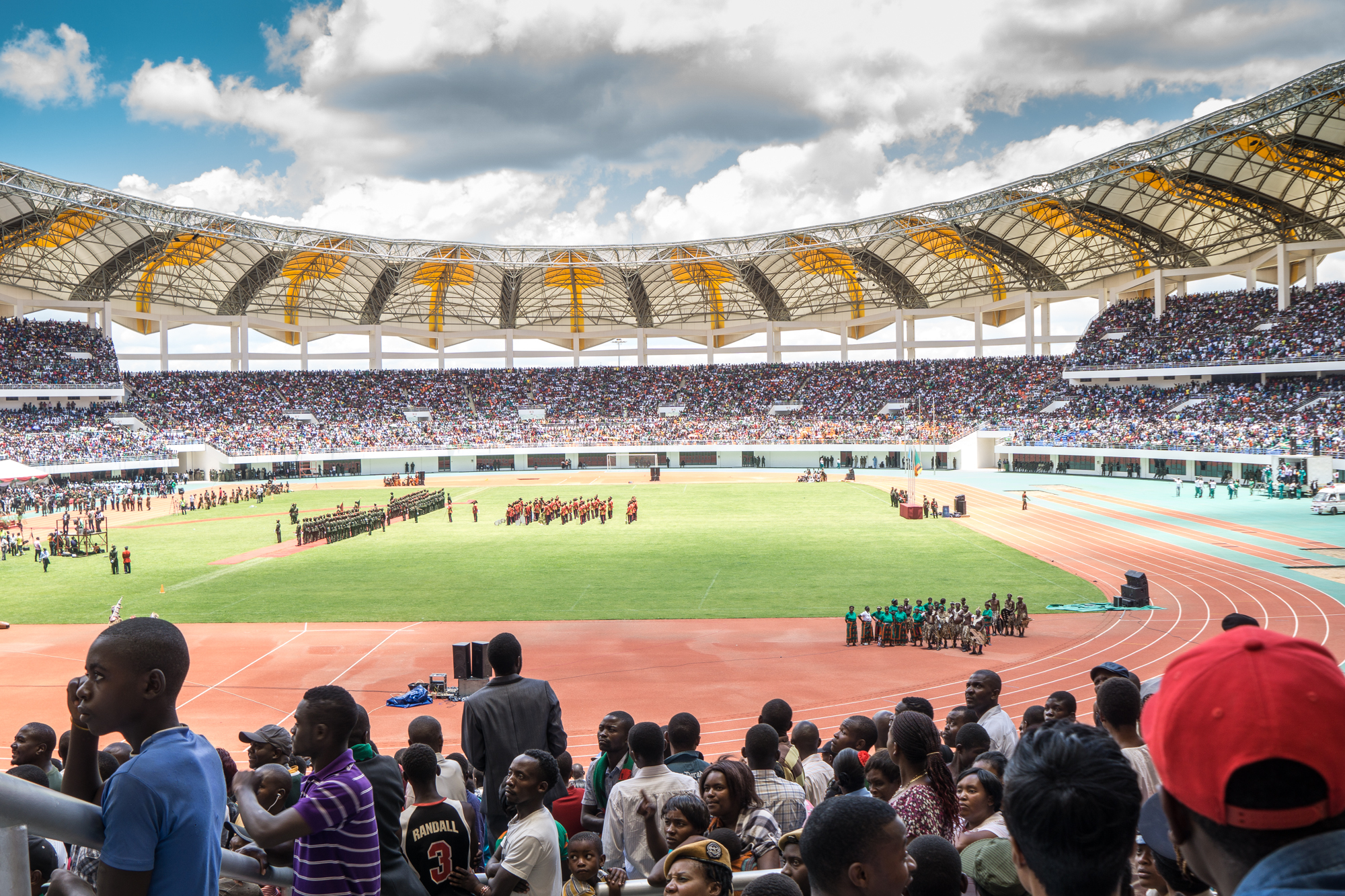
ルングの大統領就任式。観衆がスタンドを埋め尽くしている

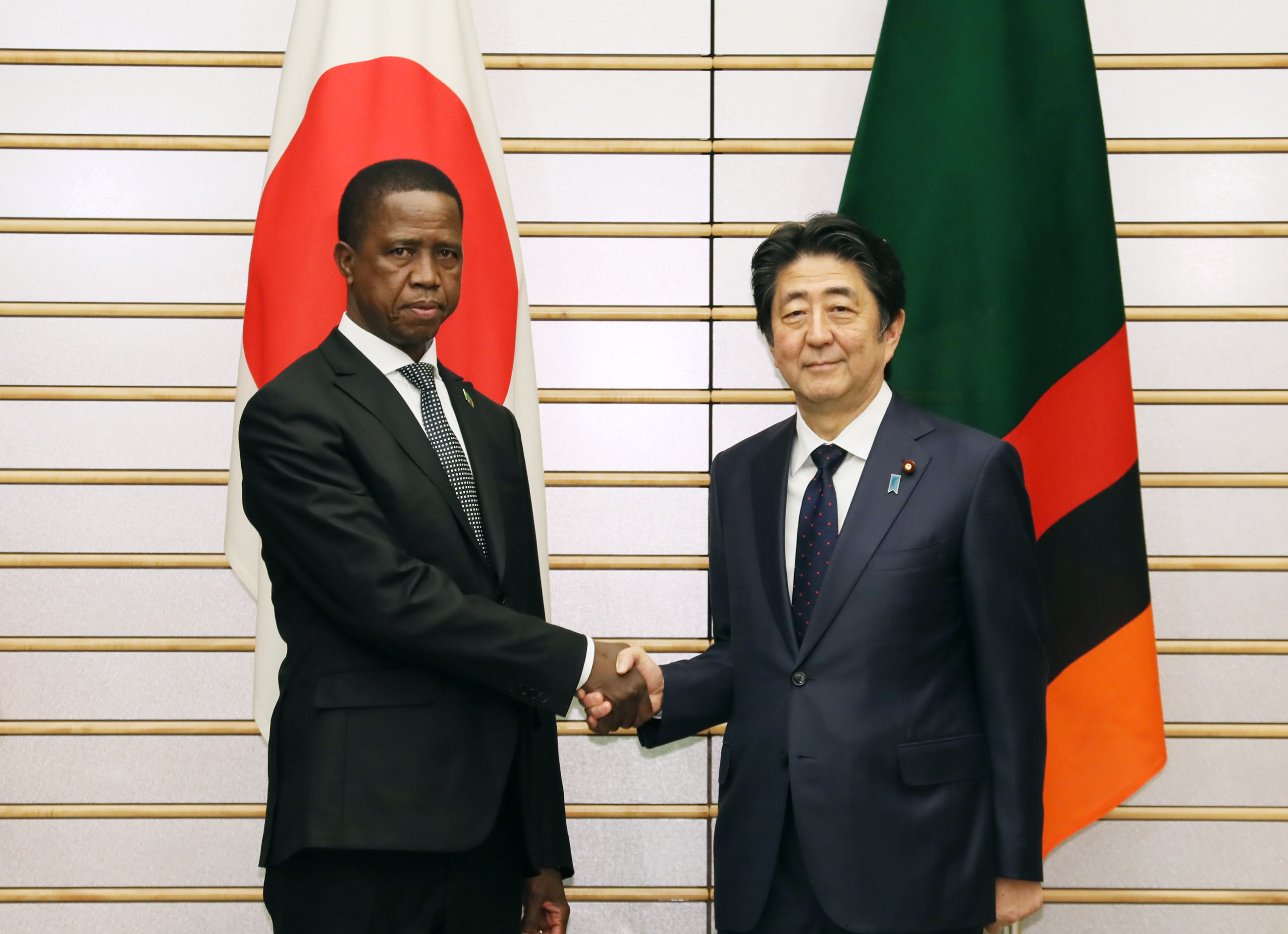
来日し首相官邸にて安倍晋三と首脳会談を行うルング（2018年12月29日）

ルングは2015年1月25日に、ルサカの国立英雄競技場で大統領として宣誓を行った。
その翌月、ルングは中央銀行総裁を辞任に追い込み、金利の引き下げを約束した。ルングはイノンゲ・ウィナを、女性として初めて同国の副大統領に任命した。
2015年7月16日、ルングは332人の囚人に下されていた死刑判決を終身刑に減刑し、ムコベコ刑務所における甚だしい過密状態を「基本的な人間の尊厳を傷つけるもの」として非難した。
2021年8月12日の大統領選挙でルングはヒチレマに破れ落選した。ルング政権は中国などから多額の融資を受けて空港や道路といったインフラ整備を進めたが対外債務が膨らみ、ザンビアは2020年に債務不履行に陥った。国の信用低下で通貨クワチャが下落し、輸入品を中心に物価が急上昇し国民の不満が高まっていた。ザンビア選挙管理委員会は8月16日に、ヒチレマの当選を宣言した。8月24日退任。

### 晩年
2021年の大統領選挙敗北にていったんは政界から引退したルングであったが、その後政治的に復活。2023年には愛国同盟の次期大統領候補となったが、2024年12月に憲法裁判所が2015年から2016年の再選挙による任期も1期として数え、ルングは既に大統領を2期務めたことになるので三選禁止規定により、これ以上の立候補資格はないと判断した。
2025年より南アフリカ共和国にて専門的な治療を開始。数週間の治療を受けたが、同年6月5日に愛国戦線はルングが同国医療センターにて同日死去したことを発表し、娘も父が同日の朝にプレトリアのクリニックで死去したと発表した。死因は手術による合併症。68歳没。

## 人物
妻エスターとの間に6人の子供がいる。